# Marilyn Bailey Ogilvie
Marilyn Bailey Ogilvie (Duncan, Oklahoma, Estats Units, 22 de març de 1936) és una historiadora de la ciència nord-americana coneguda especialment per la seva feina centrada en el paper de la dona al món de la ciència.
Llicenciada en biologia l'any 1957 per la Universitat de Baker, va cursar el 1959 un màster en zoologia per la Universitat de Kansas. Es va doctorar en Filosofia de Història de la Ciència a la Universitat d'Oklahoma el 1973 i feu un màster en biblioteconomia a la mateixa universitat el 1983.
Va ensenyar a la Universitat Baptista d'Oklahoma, abans d'esdevenir conservadora de la Història de Col·leccions de Ciència i professora a la Universitat d'Oklahoma. Després de la seva jubilació el 2008 es va dedicar el seu nom a una beca d'estudis per a llicenciats i llicenciades en Història de la Ciència.

## Publicacions destacades
- Ogilvie, Marilyn Bailey. Marie Curie: A Biography.  Westport, Conn: Greenwood Press, 2004. ISBN 9780313325298.
- Ogilvie, Marilyn Bailey. The Biographical Dictionary of Women in Science: Pioneering Lives from Ancient Times to the mid-20th Century.  Nova York: Routledge, 2000. ISBN 9780415920384.
- Ogilvie, Marilyn Bailey. A Dame Full of Vim and Vigor: A Biography of Alice Middleton Boring, Biologist in China.  Amsterdam: Harwood Academic, 1999. ISBN 9057025752.
- Ogilvie, Marilyn. Women in Science: Antiquity through the Nineteenth Century: A Biographical Dictionary with Annotated Bibliography.  Cambridge, Mass: MIT Press, 1986. ISBN 9780262150316.